# Antidoto (poeta)
Antidoto (in greco antico: Ἀντίδοτος?, Antídotos; Atene, fine IV secolo a.C. ... – ...; fl. IV secolo a.C.) è stato un poeta e commediografo greco antico.

## Biografia
Di lui non sappiamo nulla, se non che era ateniese.

## Opere
Antidoto viene fatto rientrare nell'ambito della Commedia Media, come dimostra il fatto che un'opera intitolata Ὁμοία viene attribuita sia a lui sia ad Alessi.

Sono noti, sempre da Ateneo, i titoli di altre due delle sue commedie: Il lamentoso (Μεμψίμοιρος); Protocoro (Πρωτόχορος). Da quest'ultima proviene un frammento notevole, in cui un parassita difendeva la sua "arte", presentandola come un'occupazione filosofica.